# United Airlines
United Airlines, Inc. conocida simplemente como United, es una aerolínea estadounidense con sede en Chicago, Illinois. Está presente en seis continentes alrededor del mundo. United es una subsidiaria, propiedad total de United Airlines Holdings tras una fusión de $3 mil millones en 2010. La aerolínea fue propiedad en un momento de su historia de The Boeing Company, uno de los mayores fabricantes de aviones del mundo.
United opera en nueve centros de conexión en el territorio continental de Estados Unidos, Guam y Japón. El aeropuerto intercontinental George Bush de Houston es el hub más grande para el transporte de pasajeros de United, manejando 16,6 millones de pasajeros al año, con una media de 45 413 pasajeros al día, mientras que Chicago-O'Hare es su centro de operaciones más grande en términos de vuelos diarios.
A través de su empresa matriz, United Airlines Holdings, cotiza en bolsa bajo NYSE: UAL con una capitalización de mercado de más de $10,5 mil millones a partir de octubre de 2013.
Los principales competidores de United en su mercado interno son Delta Air Lines y American Airlines. La aerolínea está utilizando el certificado de operador aéreo de Continental y entregó su certificado original cuando se cerró la fusión.
United es miembro fundador de Star Alliance, la alianza estratégica de aerolíneas más grande del mundo, que ofrece conexiones a más de 1000 destinos en 170 países.

## Empresa
Unidos con Continental Airlines, United Airlines cotiza en la Bolsa de Nueva York bajo el símbolo de la UAL y comenzó a cotizar el 1 de octubre de 2010, después del cierre de la fusión con Continental Airlines llamándose la empresa tras su fusión United Airlines Holdings.

## Historia

### Principios
United Airlines se originó en Varney Air Lines, servicio de correo aéreo de Walter Varney, quien también fundó Varney Speed Lines, que luego se convirtió en Continental Airlines. Fundada en Boise, Idaho, en 1926, la aerolínea voló el primer contrato de correo aéreo en los EE. UU. el 5 de abril de 1926, marcando el primer servicio regular de línea aérea en la historia del país. En 1927, el pionero de aviación William Boeing fundó su propia línea aérea, Boeing Air Transport, y comenzó a comprar otras compañías aéreas, incluyendo aerolíneas Varney. En 1929, Boeing fusionó su empresa con Pratt & Whitney para formar la United Aircraft and Transport Corporation (UATC).
En 1933, United comenzó a operar el Boeing 247, lo que permitió a los pasajeros volar a través de los EE. UU. sin una parada de una noche o cambiar de avión. Después de la aprobación de la Ley de correo aéreo en 1934, UATC se separó en United Aircraft (la futura United Technologies ), la Boeing Airplane Company y United Air Lines. Durante la Segunda Guerra Mundial, tripulaciones entrenadas por United modificaban aviones para su uso como bombarderos, transportaban correo, materiales y pasajeros en apoyo del esfuerzo bélico.
Después de la guerra, United obtiene un auge en la demanda de viajes aéreos, con sus ingresos de pasajeros-milla multiplicándose por cinco en la década de 1950, y continuo crecimiento a través de las próximas dos décadas.
En 1954, United Airlines se convirtió en la primera aerolínea en adquirir modernos simuladores de vuelo que tenían señales visuales, de sonido y movimiento para la formación de pilotos. Comprado por $3,000,000 (1954) a Curtiss-Wright, estos fueron los primeros simuladores de vuelo modernos de hoy en día para la formación de pilotos de aviones de pasajeros comerciales.
United se fusionó con Capital Airlines el 1 de junio de 1961 y desplazó a American Airlines como la segunda aerolínea más grande del mundo, después de Aeroflot. En 1968, la compañía se reorganiza, creando UAL Corporation, con United Airlines como una subsidiaria de propiedad completa. La década de 1970 vio las turbulencias económicas, lo que resulta en "estanflación" y malestar laboral. La Ley de desregulación de las aerolíneas de 1978, resultando en sacudones de la industria, profundizó las dificultades de la compañía en un período de pérdidas.
En 1982, United se convirtió en la primera aerolínea en operar el Boeing 767, teniendo su primera entrega de 767-200 el 19 de agosto. En mayo de 1985, la aerolínea sufrió una huelga de pilotos de 29 días sobre propuestas para el manejo de la escala de salarios de pilotos "B-xxx". El entonces gerente general, Richard Ferris cambió el nombre de la empresa controlante de united, UAL Corporation, al nombre de Allegis en febrero de 1987, pero después de la terminación de su contrato, la empresa volvió al nombre de UAL Corp., en mayo de 1988, y se despojó de propiedades no aeronáuticas.
En 1985, United se expandió dramáticamente mediante la compra de la división entera de Pan Am Pacífico, dándole un hub en el aeropuerto de Narita de Tokio International, y en 1991 adquirió las rutas al aeropuerto de Heathrow de una decadente Pan Am, por lo que es uno de los dos operadores estadounidenses a los que se le permite el acceso exclusivo a Heathrow bajo el acuerdo bilateral Bermuda II, hasta que "cielos abiertos" entró en vigor en 2008 (American Airlines es el otro, después de comprar slots de aterrizaje de TWA en Heathrow). Las secuelas de la Guerra del Golfo y la creciente competencia de aerolíneas de bajo costo llevó a pérdidas en 1991 y 1992. En 1994, los pilotos de United, mecánicos, empleados de manejo de equipajes y los empleados sin contrato, acordaron un Plan de Propiedad Participada (ESOP), adquiriendo el 55% de acciones de la compañía a cambio de concesiones salariales del 15-25%, lo que la convierte en la compañía más grande en propiedad de los empleados de sociedades en el mundo. La compañía también lanzó una filial de bajo coste en 1994, Shuttle by United de alta frecuencia a la costa oeste, en un intento de competir con las aerolíneas de bajo costo. La filial se mantuvo en funcionamiento hasta 2001.
En 1995, United se convirtió en la primera aerolínea en introducir el Boeing 777 en servicio comercial. En 1997, United es cofundador de la Star Alliance, alianza de líneas aéreas. En mayo de 2000, United anunció un plan de $ 11.6 mil millones de dólares para la adquisición de US Airways, pero retiró la oferta en julio de 2001 antes de que el Departamento Federal de Justicia prohibiera la fusión por razones de defensa de la competencia. Mayo de 2000 vio también una amarga disputa contractual entre United y su sindicato de pilotos sobre los recortes salariales y concesiones para financiar el plan ESOP y las horas extras, causando cancelaciones de vuelos de verano hasta lograr el aumento salarial acordado.
Durante los ataques terroristas del 11 de septiembre de 2001, dos de los cuatro aviones secuestrados y estrellados por terroristas de Al Qaeda fueron las aeronaves de la aerolínea. Resultando en una crisis de la industria aérea, y junto con las dificultades económicas, los altos precios del petróleo y los mayores costos de mano de obra, la empresa perdió U$ $ 2.14 mil millones en 2001. En el mismo año, United solicitó una garantía de préstamo de $ 1.5 millones de la Junta de Estabilización del Transporte Aéreo Federal de los Estados Unidos, establecido a raíz de los atentados del 11 de septiembre. Después de varios intentos fallidos para conseguir capital adicional, UAL Corporation pidió la protección por bancarrota del Capítulo 11 en diciembre de 2002 y el ESOP fue interrumpido.
Las operaciones durante la protección a la bancarrota dieron como resultado el despido de miles de trabajadores, el cierre de todas las oficinas de venta de billetes de vuelo en los Estados Unidos, la cancelación de varias rutas existentes y previstas, la reducción de sus operaciones en Miami, el cierre de las bases de mantenimiento y la reducción de la flota. La aerolínea también negoció reducciones de costos con los empleados, proveedores y contratistas, y rescindió los contratos de conexión con United Express Atlantic Coast Airlines y Air Wisconsin. En 2004 la aerolínea puso en marcha una nueva aerolínea, Ted, solo de asientos económicos en sus aviones, y un lujoso servicio de costa a costa "ps" ( "servicio de primera") en 757 reconfigurado. En 2005, United canceló su plan de pensiones en el mayor incumplimiento corporativo de este tipo en la historia de Estados Unidos.
En 2005, United anunció que había recaudado $ 3 mil millones en financiamiento para salir de la bancarrota y presentó su Plan de Reorganización, como se anunció, el 7 de septiembre de 2005. A finales de 2006, Continental Airlines participó en negociaciones preliminares de fusión con United. El 4 de junio de 2008, United anunció que cerraba su unidad Ted y reconfiguraba las aeronaves de esa filial para volver a la configuración principal de la línea aérea.
En 2009, United Airlines nuevamente despidió a más de 2000 pilotos, los cuales ya habían sido despedidos en 2001-2003.
El 9 de abril de 2017, United Airlines solicitó apoyo policial para retirar forzosamente a un pasajero de su asiento porque el vuelo había sido sobrevendido. El pasajero sufrió conmoción cerebral, perdió dos dientes y acabó con la nariz rota.

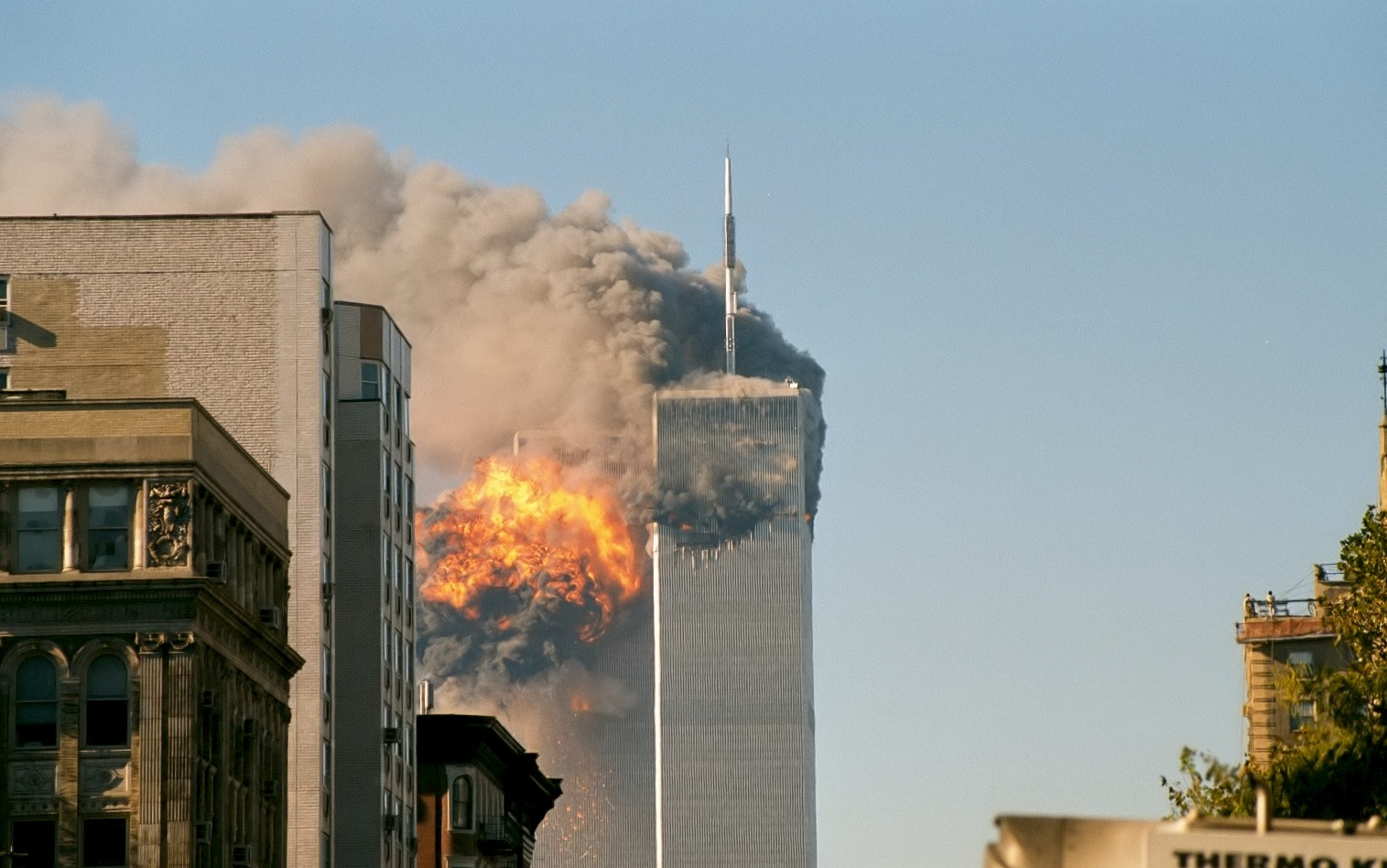
Impacto del Vuelo 175 de United Airlines contra la Torre Sur del WTC

### Atentados del 11 de septiembre
En el día 11 de septiembre de 2001 los siguientes vuelos fueron secuestrados por el grupo terrorista Al-Qaeda:
- El vuelo 175 de United Airlines fue secuestrado y estrellado contra las Torres Gemelas (Torre Sur) del complejo World Trade Center de Nueva York.
- El vuelo 93 de United Airlines fue secuestrado y gracias a los pasajeros, el Boeing 757-222, no llegó a su objetivo: el Capitolio. Se estrelló en un campo de Shanksville (Pensilvania), sabiendo que ningún caza F-16 o F-15 lo derribó.

### Accidentes

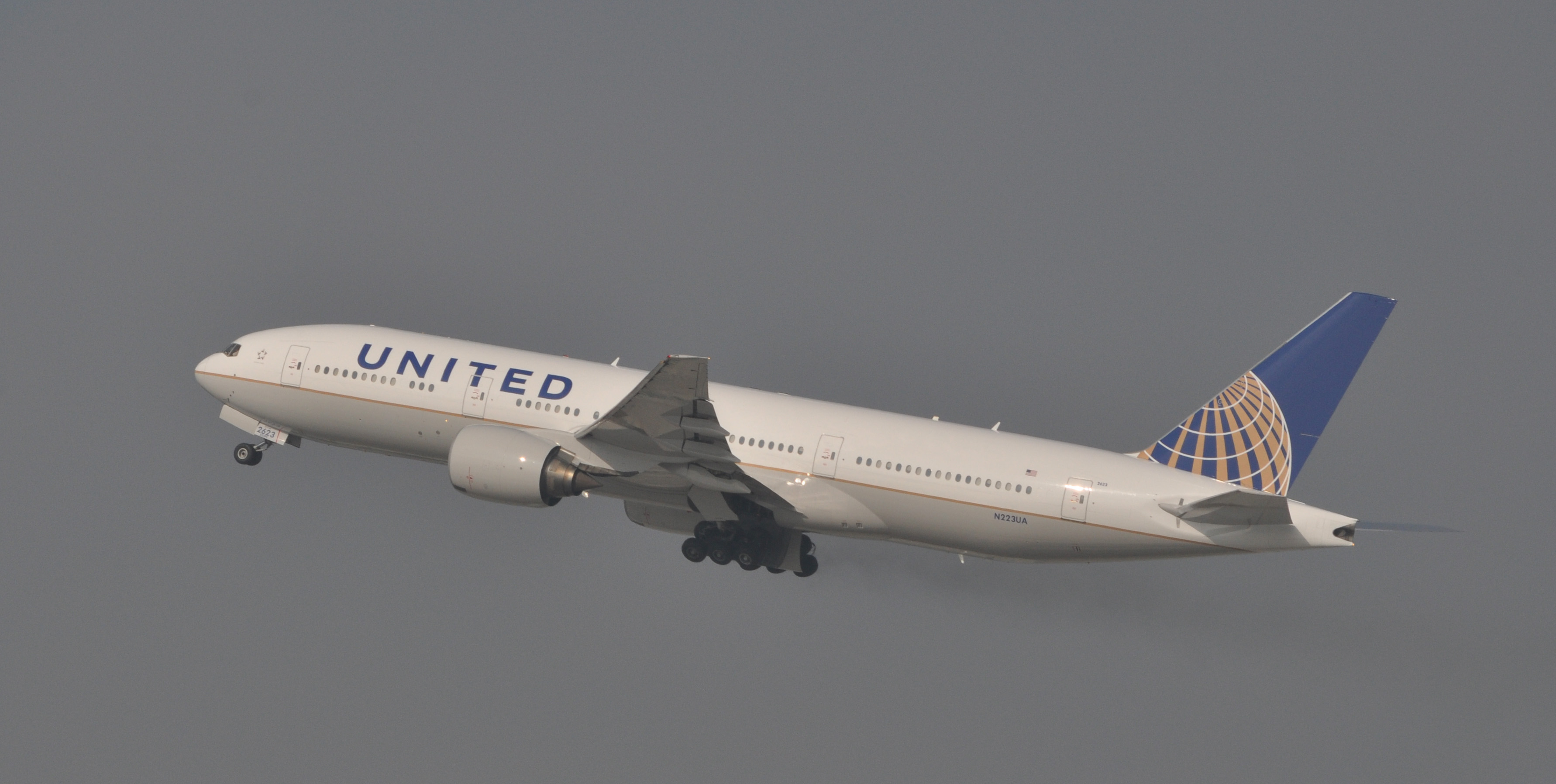
Boeing 777 de United Airlines despegando. La marca posterior a la fusión de United y Continental combina el nombre de United con la imagen corporativa de Continental, incluyendo su librea.

- El 24 de agosto de 1951, Vuelo 615 de United Airlines, un DC-6B colisiona contra una montaña y mueren 50 personas.
- El 30 de junio de 1956, Colisión aérea en el Gran Cañón de 1956, un DC-7 de United colisiona contra un Constellation en el Gran Cañón. Con 128 fallecidos fue el accidente aéreo más grave de la época.
- El 16 de diciembre de 1960, Colisión aérea de Nueva York de 1960, el vuelo 826 colisiona contra otro avión de TWA en su aproximación al Aeropuerto LaGuardia. Con 134 fallecidos fue el accidente aéreo más grave de la época.
- El 28 de diciembre de 1978, el Vuelo 173 de United Airlines se queda sin combustible y se estrella en Portland, Oregón. Mueren 10 personas.
- El 24 de febrero de 1989, el Vuelo 811 de United Airlines tiene una descompresión explosiva causando la muerte a 9 pasajeros luego de despegar de Honolulu. El Boeing 747 logra aterrizar de emergencia en Honolulu.
- El 19 de julio de 1989, el Vuelo 232 de United Airlines hizo un aterrizaje de emergencia en el aeropuerto regional de Sioux City. La parte interior del motor número 2 del avión explotó y el avión era incontrolable, solo giraba a la derecha. El DC-10 despegó de Denver, Colorado y su destino era la ciudad de Chicago, Illinois. 111 muertos.
- El 3 de marzo de 1991, el Vuelo 585 de United Airlines se estrella en Colorado antes de aterrizar por una falla en el estabilizador vertical. Las 25 personas en el Boeing 737 mueren.

### 2010: Fusión con Continental Airlines
El 3 de mayo de 2010 se anunció que Continental Airlines y United Airlines se fusionarían para dar lugar a la primera compañía aérea del mundo. Esta fusión dará lugar a unos ingresos de 3000 millones de euros (€).
El 16 de abril de 2010, United reanudó las conversaciones de fusión con Continental Airlines. El consejo de administración de ambas aerolíneas Continental y UAL Corporation llegaron a un acuerdo para combinar operaciones el 2 de mayo de 2010. La aerolínea combinada conservaría el nombre de United Airlines, pero utiliza el logotipo de Continental y librea, y el director ejecutivo de Continental, Jeff Smisek encabezaría la nueva empresa. La fusión fue condicionada a la aprobación regulatoria y de los accionistas.
La fusión Continental-United fue aprobada por la Unión Europea en julio de 2010. El 27 de agosto de 2010, el Departamento de Justicia de los EE. UU. aprobó la fusión Continental-United. El 17 de septiembre de 2010, los accionistas de United aprobaron el acuerdo de fusión con Continental Airlines.
El 1 de octubre de 2010, UAL Corporation completó la adquisición de Continental Airlines y cambió su nombre por el de United Airlines Holdings, la aerolínea recibió un certificado de operación único de la FAA el 30 de noviembre de 2011, lo que significó la desaparición de Continental Airlines como línea aérea.
El 3 de marzo de 2012, Continental y United fusionaron sus sistemas de gestión de pasajeros, los programas de viajero frecuente y sitios web, oficialmente eliminado el nombre y la marca Continental en cuanto al público se refiere. El 26 de abril de 2012 se estaba comenzando a reemplazar el logotipo en el último avión de Continental Airlines..

## Cabinas

### Polaris Business

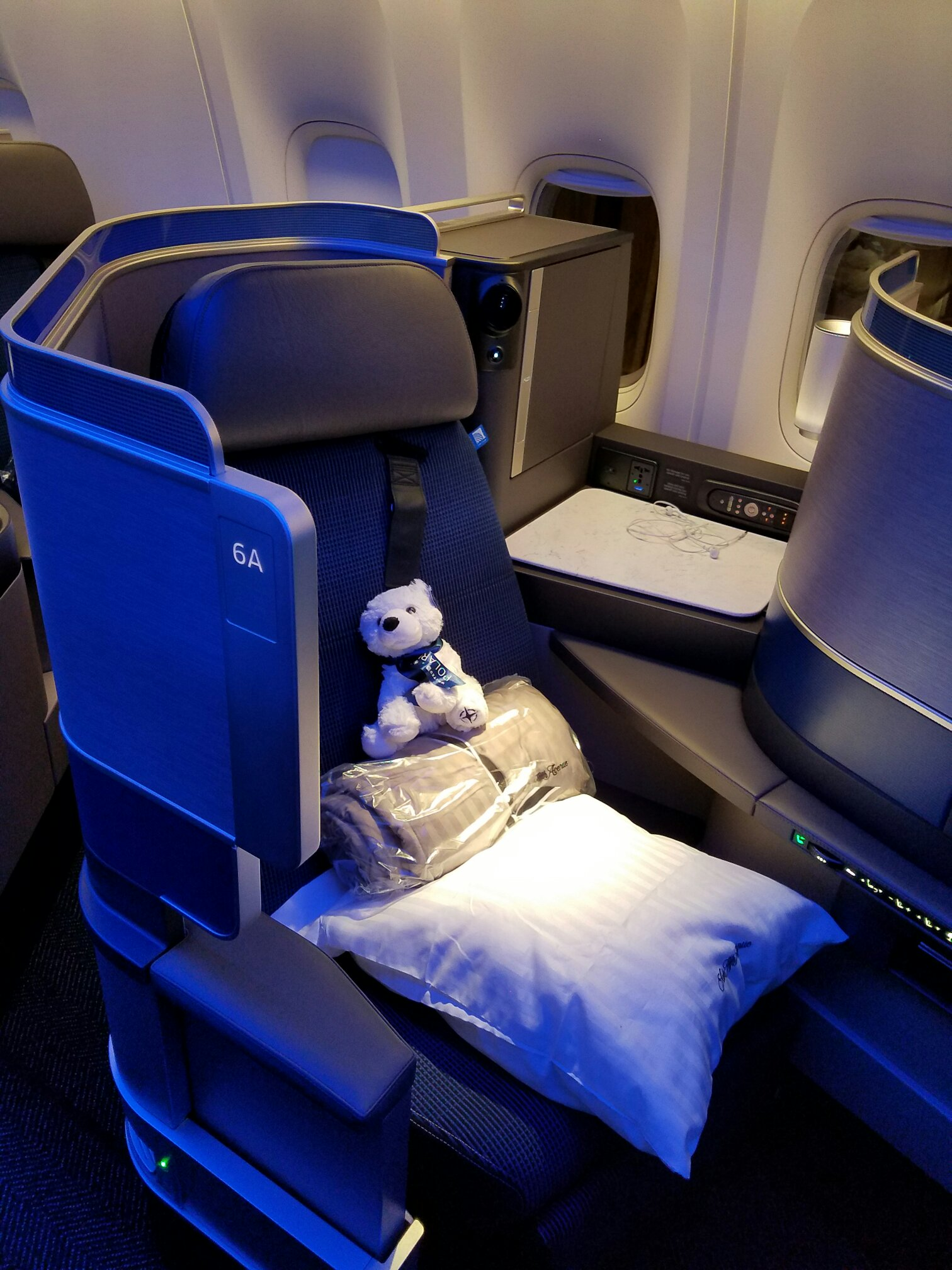
Asiento Polaris Business.

Polaris es el producto de clase ejecutiva internacional de United. El asiento Polaris se convierte en una cama de 1.98 m (6 pies 6 pulgadas) y tiene múltiples áreas de almacenamiento, múltiples puertos de carga, soporte lumbar y servicios y comidas mejorados.
Los asientos Polaris se pueden encontrar en todos los Boeing 757-200, Boeing 767, Boeing 777-300ER y Boeing 787 Dreamliners, y en los Boeing 777-200ER configurados internacionalmente. En los 757, Polaris está configurado en una configuración de 2-2 asientos, por lo que los pasajeros de ventana no tienen acceso directo al pasillo. En los aviones de fuselaje ancho, las cabinas están configuradas para brindar acceso al pasillo a todos los pasajeros, con los 767 con una configuración de asientos 1-1-1, mientras que los 777 y 787 tienen una configuración de asientos 1-2-1.
Los pasajeros de Polaris se registran en mostradores separados y pueden usar los carriles de control de seguridad prioritarios cuando estén disponibles. Los servicios a bordo incluyen bebidas antes de la salida, mantelería y comidas de varios platos. Los pasajeros también tienen prioridad en el embarque y manejo de equipaje y acceso a United Polaris Lounge, United Club o salones de aerolíneas asociadas.

### Primera
United First se ofrece en todos los aviones con configuración nacional. Cuando dichas aeronaves se utilizan en servicios internacionales como servicios a destinos de México, Centroamérica y el Caribe (excluyendo Puerto Rico), esta cabina lleva la marca United Business. Los asientos de United First en aviones de fuselaje estrecho tienen una separación de 97 cm (38 pulgadas), mientras que los Boeing 777-200 de configuración nacional cuentan con asientos completamente planos que se alternan mirando hacia adelante y hacia atrás, similares a los asientos Polaris de los Boeing 757-200. Los pasajeros reciben prioridad en el embarque y manejo de equipaje, bebidas antes de la salida, comidas de cortesía y mostradores de facturación separados.
En 2015, United lanzó su nuevo diseño de asientos nacionales de primera clase. Los nuevos asientos de cuero cuentan con reposacabezas, mesas de cóctel de granito y un soporte para tableta. Estos asientos debutaron en los aviones Airbus A319 y Airbus A320 y finalmente se incorporaron a todos los aviones nacionales.
En 2019, se anunció que United estaba aumentando los asientos de primera clase y clase ejecutiva "en 1,600" en todos los aviones de su flota, incluido el Bombardier CRJ550 del que United es el cliente de lanzamiento.

### United Premium Plus

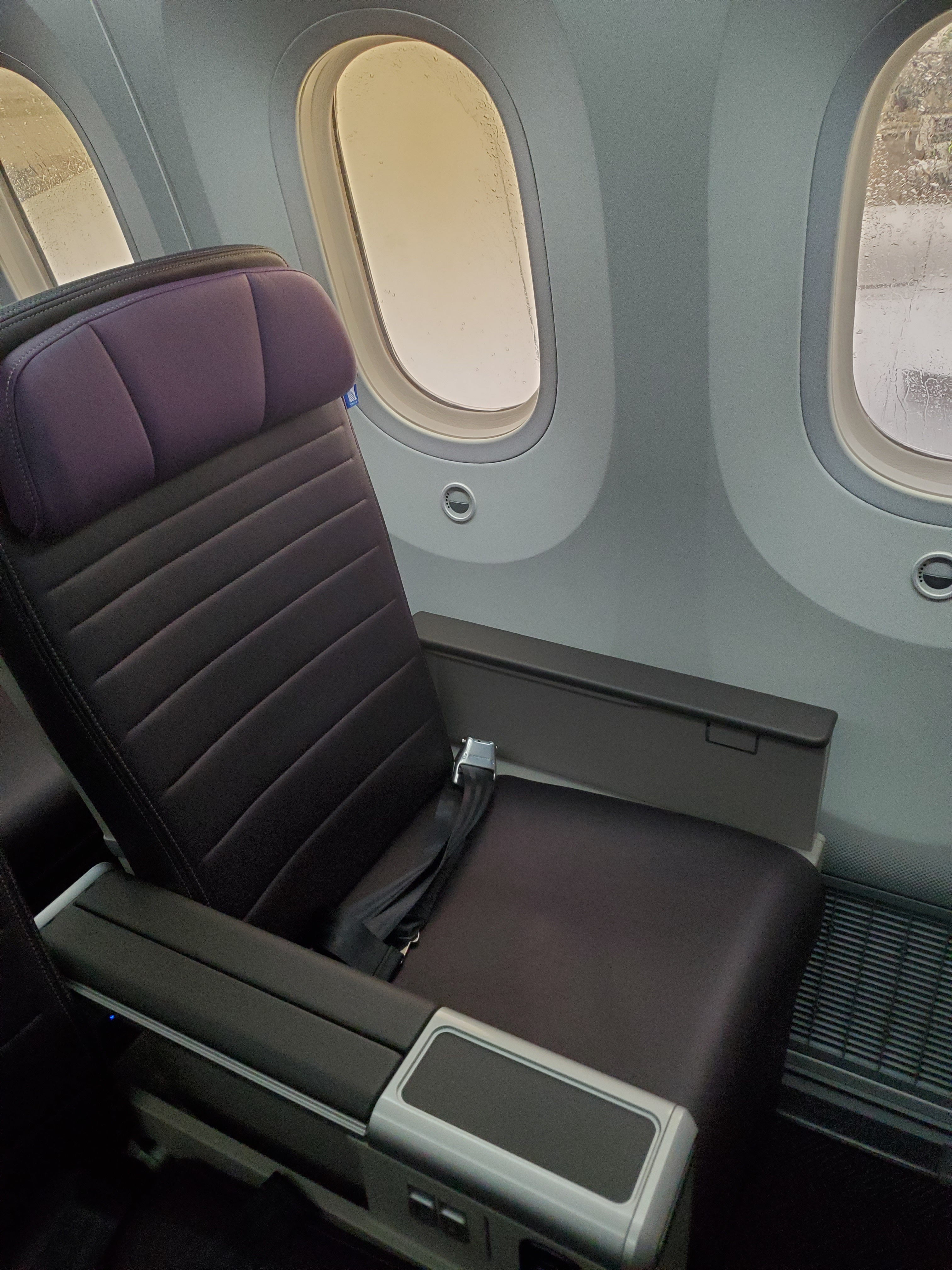
Asiento Premium Plus.

Premium Plus es el producto económico premium internacional de United. En comparación con Turista o Turista Plus, Premium Plus ofrece más comodidad y servicios. Los asientos reclinables Premium Plus son más anchos, tienen más espacio para las piernas y están equipados con reposapiernas y reposapiés.
Los asientos Premium Plus se pueden encontrar en todos los aviones de fuselaje ancho con configuración internacional, con una configuración de asientos 2-2-2 en los Boeing 767, 2-3-2 en los 787 y 2-4-2 en los 777.
Se sirven comidas de categoría superior en vajilla de porcelana y bebidas alcohólicas gratuitas. Los pasajeros reciben una manta y almohada de Saks Fifth Avenue, junto con un kit de artículos de tocador. Los primeros aviones con estos asientos volaron a mediados de 2018 y el servicio completo se lanzó en 2019. Durante el período intermedio, estos asientos se vendieron como parte de Economy Plus.

### Turista

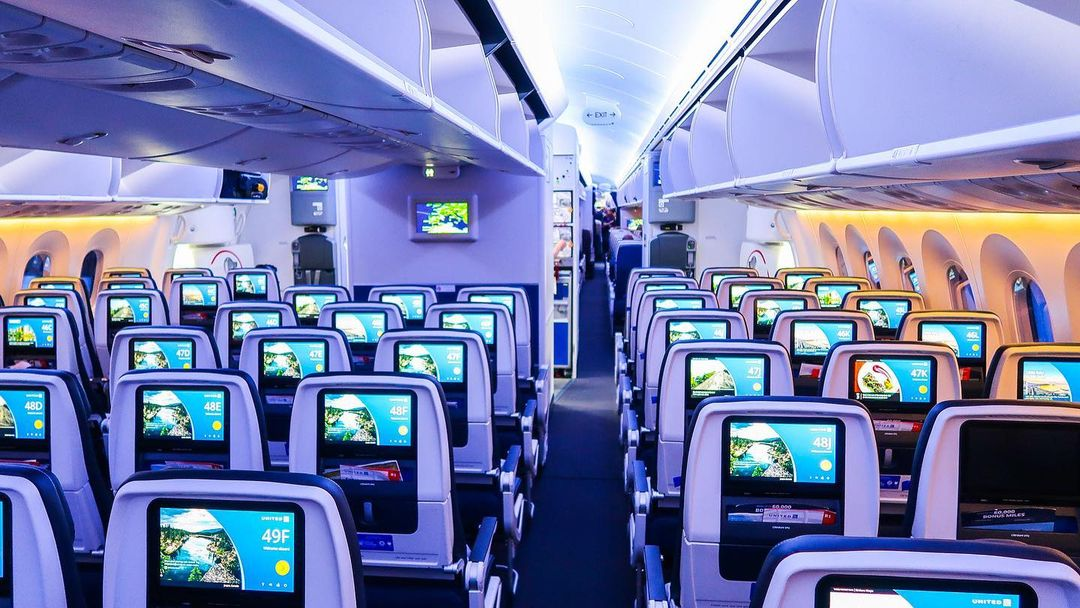
Asientos de clase turista en un Boeing 787.

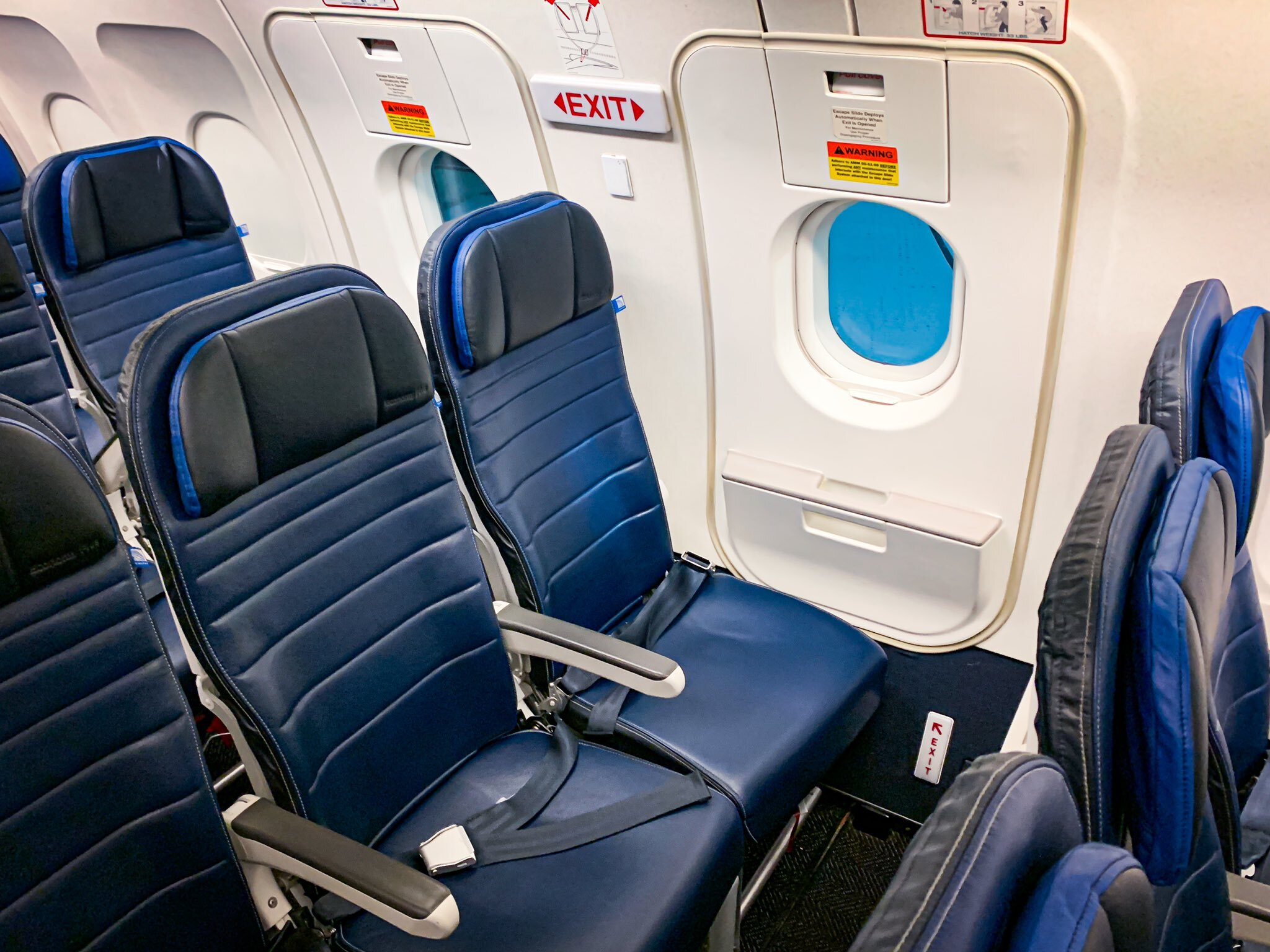
Asientos de clase turista en un Airbus A320.

La clase turista está disponible en todos los aviones y generalmente tiene una inclinación de 79 cm (31 pulgadas) y una reclinación de 5.1 a 12.7 cm (2 a 5 pulgadas).
Los asientos económicos en Boeing 767, Boeing 787 y Boeing 757-200, y la mayoría de los aviones Boeing 777, cuentan con un televisor personal con pantalla táctil de 7 pulgadas en el respaldo de cada asiento. Los Airbus A319, A320, Boeing 737, Boeing 757-300 y los aviones Boeing 777-200 configurados a nivel nacional cuentan con entretenimiento para dispositivos personales transmitido desde el sistema WiFi a bordo. Algunos aviones Boeing 737 cuentan con DirecTV. United planea agregar un televisor con pantalla táctil personal en el respaldo de cada asiento en todos los aviones de la familia Airbus A320 y Boeing 737 para fines de 2025.
Se pueden comprar alimentos en vuelos nacionales, del Caribe y en algunos vuelos de América Latina. Entre ellos se incluyen refrigerios, comidas frescas y cajas de refrigerios, según la duración y la distancia del vuelo. Las comidas son gratuitas en todos los demás vuelos internacionales. Las bebidas y pequeños refrigerios son gratuitos en clase económica en vuelos a América del Norte. Se pueden comprar bebidas alcohólicas en vuelos de América del Norte, pero son gratuitas en vuelos internacionales de larga distancia. En los vuelos en los que se sirven comidas, se sirve un cóctel con una bebida poco después del despegue, seguido de un plato principal y un postre. Los vuelos internacionales más largos incluyen una comida previa a la llegada, que normalmente consiste en un desayuno ligero o un sándwich.

### Turista Plus
Turista Plus está disponible en todos los aviones. Los asientos Turista Plus están ubicados en las primeras filas y en las filas de salida de la cabina económica y tienen 5.1 cm (2 pulgadas) más de reclinación y al menos 13 a 15 cm (5 a 6 pulgadas) de inclinación adicional, para un total de 10 a 18 cm (4 a 7 pulgadas) de reclinación y 89 a 94 cm (35 a 37 pulgadas) de inclinación.
Turista Plus es gratuito para todos los miembros Premier de MileagePlus. Los miembros Premier 1K, Platinum y Gold pueden seleccionar un asiento Turista Plus al realizar la reserva, mientras que los miembros Silver pueden seleccionar un asiento turista Plus al realizar el check-in.

### Turista Básica
Turista Básica está disponible en rutas selectas. Destinadas a ser la tarifa más baja de United, las tarifas de Turista Básica brindan la mayoría de los mismos servicios y comodidades a bordo que la Turista estándar. Con Turista Básica, los pasajeros no pueden seleccionar sus asientos. A menudo se colocan en la parte trasera del avión. No se permite equipaje de mano; sin embargo, los pasajeros pueden traer un artículo personal más pequeño que se puede colocar debajo del asiento de delante.
Los pasajeros que reserven en Turista Básica no pueden utilizar algunos beneficios para miembros de MileagePlus y Premier, como mejoras de categoría de cortesía.

## Destinos y centros de conexión

### Destinos
United opera vuelos a 73 países y 146 destinos internacionales y 214 nacionales, o regiones en los seis continentes habitados. Vuela a más destinos en todo el mundo que todas las demás aerolíneas con sede en Estados Unidos juntas.

### Centros de conexión
Como parte de su modelo de negocio radial, United opera actualmente siete centros de conexiones.
- Chicago–O'Hare (ORD): centro de conexiones de United para el Medio Oeste.[32]
- Denver (DEN): principal centro de conexiones nacionales de United y el de mayor actividad por número de vuelos.[33]
- Houston–Intercontinental (IAH): centro de conexiones de United para el Sur y puerta de entrada a Latinoamérica.[34]
- Los Ángeles (LAX): centro de conexiones secundario de United para la Costa Oeste y puerta de entrada transpacífica y latinoamericana.[35]
- Newark (EWR):principal centro de conexiones de United para la Costa Este y puerta de entrada transatlántica.[36]
- San Francisco (SFO): principal centro de conexiones de United para la Costa Oeste y puerta de entrada transpacífica.[37]
- Washington–Dulles (IAD):centro de conexiones secundario de United para la Costa Este y puerta de entrada transatlántica.[38]

### Acuerdos de alianza y código compartido
United Airlines es miembro de Star Alliance y tiene acuerdos de código compartido con las siguientes aerolíneas:
- Aegean Airlines
- Aer Lingus
- Air Canada
- Air China
- Air Dolomiti
- Air India
- Air Link
- Air New Zealand
- All Nippon Airways
- Asiana Airlines
- Austrian Airlines
- Avianca
- Azul Brazilian Airlines
- Brussels Airlines
- Cape Air
- Copa Airlines
- Croatia Airlines
- Discover Airlines
- Edelweiss Air
- EgyptAir
- Emirates
- Ethiopian Airlines
- Eurowings
- EVA Air
- Flydubai
- Hawaiian Airlines
- Juneyao Airlines
- JSX
- Lufthansa
- Lufthansa City Airlines
- Olympic Air
- Shenzhen Airlines
- Singapore Airlines
- South African Airways
- Swiss International Air Lines
- TAP Air Portugal
- Thai Airways
- Turkish Airlines
- Virgin Australia

## Flota

### Flota actual
A julio de 2025 United contaba con una flota con una edad promedio de 15.7 años que se muestra a continuación:
| Avión             | En servicio | Órdenes | Pasajeros | Pasajeros | Pasajeros | Pasajeros | Pasajeros | Pasajeros | Pasajeros     | Notas |
| Avión             | En servicio | Órdenes | P         | F         | PP        | E+        | E         | Total     | Refs          | Notas |
| ----------------- | ----------- | ------- | --------- | --------- | --------- | --------- | --------- | --------- | ------------- | --- |
| Airbus A319-100   | 81          | —       | —         | 12        | —         | 36        | 78        | 126       | [ 42 ]        | 21 a ser retirados durante 2025. |
| Airbus A320-200   | 76          | —       | —         | 12        | —         | 42        | 96        | 150       | [ 44 ]        | 21 a ser retirados durante 2025. |
| Airbus A321neo    | 38          | 164     | —         | 20        | —         | 57        | 123       | 200       | [ 45 ] [ 46 ] | Entregas hasta 2032. |
| Airbus A321XLR    | —           | 50      | ASA       | ASA       | ASA       | ASA       | ASA       | ASA       | ASA           | Las entregas comienzan a partir de 2026. A reemplazar los Boeing 757-200.                                                                                                 |
| Airbus A350-900   | —           | 45      | ASA       | ASA       | ASA       | ASA       | ASA       | ASA       | ASA           | Entregas diferidas a 2030. A reemplazar los Boeing 777-200ER. |
| Boeing 737-700    | 40          | —       | —         | 12        | —         | 36        | 78        | 126       | [ 52 ]        | |
| Boeing 737-800    | 141         | —       | —         | 16        | —         | 48        | 102       | 166       | [ 53 ]        | |
| Boeing 737-800    | 141         | —       | —         | 16        | —         | 42        | 108       | 166       | [ 54 ]        | |
| Boeing 737-900    | 12          | —       | —         | 20        | —         | 42        | 117       | 179       | [ 55 ]        | |
| Boeing 737-900ER  | 136         | —       | —         | 20        | —         | 45        | 114       | 179       | [ 55 ]        | |
| Boeing 737-900ER  | 136         | —       | —         | 20        | —         | 42        | 117       | 179       | [ 55 ]        | |
| Boeing 737-900ER  | 136         | —       | —         | 20        | —         | 39        | 120       | 179       | [ 55 ]        | |
| Boeing 737 MAX 8  | 123         | —       | —         | 16        | —         | 54        | 96        | 166       | [ 53 ]        | |
| Boeing 737 MAX 9  | 103         | 120     | —         | 20        | —         | 48        | 111       | 179       | [ 56 ]        | Operador más grande. |
| Boeing 737 MAX 10 | —           | 167     | —         | 20        | —         | 64        | 105       | 189       | [ 58 ]        | Cliente de lanzamiento. United ha pedido a Boeing que detenga la producción ante las incertidumbres sobre la certificación; los pedidos podrían convertirse en MAX 8 o 9. |
| Boeing 737 MAX 10 | —           | 167     | 22        | —         | —         | 45        | 96        | 163       | [ 62 ]        | Cliente de lanzamiento. United ha pedido a Boeing que detenga la producción ante las incertidumbres sobre la certificación; los pedidos podrían convertirse en MAX 8 o 9. |
| Boeing 757-200    | 39          | —       | 16        | —         | —         | 45        | 108       | 169       | [ 63 ]        | A ser reemplazados por Airbus A321XLR. |
| Boeing 757-200    | 39          | —       | 16        | —         | —         | 42        | 118       | 176       | [ 63 ]        | A ser reemplazados por Airbus A321XLR. |
| Boeing 757-300    | 21          | —       | —         | 24        | —         | 54        | 156       | 234       | [ 64 ]        | Operador más grande. |
| Boeing 767-300ER  | 13          | —       | 30        | —         | 24        | 32        | 113       | 199       |               | A ser remplazados por Boeing 787 en 2030. |
| Boeing 767-300ER  | 24          | —       | 46        | —         | 22        | 43        | 56        | 167       |               | A ser remplazados por Boeing 787 en 2030. |
| Boeing 767-400    | 16          | —       | 34        | —         | 24        | 48        | 125       | 231       | [ 66 ]        | A ser remplazados por Boeing 787 en 2030. |
| Boeing 777-200    | 19          | —       | —         | 28        | —         | 102       | 234       | 364       | [ 67 ]        | Cliente de lanzamiento y mayor operador. Equipado con configuración doméstica. A ser reemplazado por Boeing 787.                                                          |
| Boeing 777-200ER  | 51          | —       | 50        | —         | 24        | 46        | 156       | 276       | [ 68 ]        | Mayor operador. Equipado con configuración internacional. Será reemplazado por el Airbus A350-900.                                                                        |
| Boeing 777-200ER  | 4           | —       | —         | 32        | —         | 124       | 206       | 362       | [ 68 ]        | Equipado con configuración doméstica. A ser reemplazado por Boeing 787.                                                                                                   |
| Boeing 777-300ER  | 22          | —       | 60        | —         | 24        | 62        | 204       | 350       | [ 70 ]        | |
| Boeing 787-8      | 12          | —       | 28        | —         | 21        | 36        | 158       | 243       | [ 71 ]        | Orden con 50 opciones. Para reemplazar los Boeing 767, Boeing 777-200 y los Boeing 777-200ER domésticos.                                                                  |
| Boeing 787-9      | 45          | 143     | 48        | —         | 21        | 39        | 149       | 257       | [ 73 ]        | Orden con 50 opciones. Para reemplazar los Boeing 767, Boeing 777-200 y los Boeing 777-200ER domésticos.                                                                  |
| Boeing 787-9      | —           | 143     | 64        | —         | 35        | 33        | 90        | 222       | [ 74 ]        | Orden con 50 opciones. Para reemplazar los Boeing 767, Boeing 777-200 y los Boeing 777-200ER domésticos.                                                                  |
| Boeing 787-10     | 21          | —       | 44        | —         | 21        | 54        | 199       | 318       | [ 75 ]        | |
| Total             | 1,037       | 689     |           |           |           |           |           |           |               | |

### Flota histórica
| Aeronaves                   | Total | Introducido | Retirado |
| --------------------------- | ----- | ----------- | -------- |
| Boeing 247                  | 64    | 1933        | 1942     |
| Boeing 377                  | 7     | 1949        | 1954     |
| Boeing 720                  | 29    | 1960        | 1976     |
| Boeing 727-100              | 123   | 1964        | 1992     |
| Boeing 727-200              | 114   | 1968        | 2001     |
| Boeing 737-200              | 100   | 1967        | 2004     |
| Boeing 737-300              | 101   | 1986        | 2008     |
| Boeing 737-500              | 77    | 1990        | 2013     |
| Boeing 747-100              | 23    | 1970        | 1998     |
| Boeing 747-200              | 9     | 1991        | 2005     |
| Boeing 747-400              | 44    | 1989        | 2017     |
| Boeing 747SP                | 11    | 1986        | 2001     |
| Boeing 767-200              | 19    | 1982        | 2005     |
| Convair CV-240              | 55    | 1952        | 1968     |
| Douglas DC-3/C-47           | 118   | 1936        | 1963     |
| Douglas DC-4/C-54           | 31    | 1946        | 1958     |
| Douglas DC-6                | 95    | 1946        | 1968     |
| Douglas DC-7                | 57    | 1954        | 1966     |
| Douglas DC-8                | 117   | 1960        | 1982     |
| Ford Trimotor               | 6     | 1932        | 1939     |
| Embraer ERJ-135             | 6     | 2012        | 2018     |
| Embraer ERJ-145             | 236   | 2012        | 2020     |
| Embraer ERJ-170             | 24    | 2019        | 2020     |
| Learjet 24                  | 1     | 1969        | 1972     |
| Lockheed L-1011 Tristar     | 5     | 1986        | 1999     |
| Lockheed Modelo 18 Lodestar | 4     | 1940        | 1941     |
| McDonnell Douglas DC-10     | 59    | 1971        | 2000     |
| Sud Aviation Caravelle      | 20    | 1961        | 1972     |
| Vickers Viscount            | 48    | 1961        | 1969     |

## Accidentes e incidentes
| 1930s | NC13304  | NC13357 | UA6    | UA4    | NC13323 | NC13355 |       |
| 1940s | 41-24027 | UA521   | UA608  | UA624  |         |         |       |
| 1950s | UA129    | UA610   | UA615  | UA409  | UA629   | UA718   | UA736 |
| 1960s | UA826    | UA859   | UA297  | UA823  | UA389   | UA227   | UA266 |
| 1970s | UA553    | UA2860  | UA696  | UA173  |         |         |       |
| 1980s | UA811    | UA232   | UA2885 | UA2415 |         |         |       |
| 1990s | UA585    | UA6291  | UA5925 | UA826  | UA863   |         |       |
| 2000s | UA175    | UA93    |        |        |         |         |       |
| 2010s | UA3411   |         |        |        |         |         |       |
| 2020s | UA328    |         |        |        |         |         |       |

## Publicidad
Durante buena parte de su historia, United Airlines ha utilizado la frase Friendly Skies ("cielos amigables") como parte de sus eslóganes, pero en los últimos meses se hicieron públicos numerosos casos de maltratos a pasajeros.
La compañía patrocina de numerosos equipos deportivos profesionales, en particular de las ciudades de Chicago, Kansas City, Los Ángeles, San Francisco y Washington. Además, luego de la compra de Continental Airlines, también pasó a patrocinar equipos de Cleveland, Nueva York y Houston. También es patrocinadora titular del United Center, el estadio de los Chicago Bulls y los Chicago Blackhawks. En junio de 2023, fue anunciado como patrocinador principal del equipo de fútbol Wrexham A. F. C., comenzando desde la temporada 2023-24.